# 알파 세메두
알파 세메두 에스테베스(포르투갈어: Alfa Semedo Esteves, 1997년 8월 30일 ~ )는 사우디아라비아 클럽 네옴과 기니비사우 국가대표팀에서 미드필더로 활약하는 기니비사우의 프로 축구 선수이다.

## 구단 경력
비사우에서 태어난 세메두는 현지 클럽 피두스 드 비데라스에서 축구를 시작했다. 2014년, 16세의 나이에 포르투갈로 이주하여 벤피카 유소년 시스템에 합류했다. 주니어 팀에서 2년간 활약한 후, 그는 한 시즌 동안 캄페오나투 드 포르투갈의 빌라프랑켄시로 임대되었다. 2017년 7월 8일, 그는 프리메이라리가의 모레이렌스와 4년 계약을 체결했으며, 그해 7월 30일, 아베스와의 타사 다 리가 경기에서 프로 데뷔 전을 치렀다.
2018년 7월, 250만 유로에 벤피카로 복귀한 세메두는 8월 10일, 프리메이라리가에서 열린 비토리아와의 홈 경기에서 1군 데뷔 전을 치렀다. 이후 10월 2일에는 UEFA 챔피언스리그 데뷔 전을 치렀고, UEFA 챔피언스리그 조별 리그에서 AEK 아테네와의 원정 경기에서 벤피카의 첫 골이자 결승골을 넣으며 3-2 승리를 이끌었다. 이로써 벤피카는 대회 조별 리그에서 8연패를 끊었다.
2019년 1월 31일, 세메두는 6월까지 라리가 팀인 RCD 에스파뇰로 임대되었다. 7월 8일, 그는 벤피카 팀 동료 유리 리베이로와 함께 한 시즌 동안 임대된 잉글랜드 클럽 노팅엄 포리스트에 합류했다. 그는 2019년 9월 14일, 스완지 시티와의 원정 경기에서 1-0 승리를 거두며 클럽의 첫 골을 기록했다.
세메두는 2020-21년 시즌을 위해 한 시즌 동안 레딩에 임대되었다. 그는 2020년 10월 20일, 위컴 원더러스와의 경기에서 1-0 승리를 거두며 데뷔했다. 그는 2020년 12월 26일, 루턴 타운과의 경기에서 레딩 소속으로 첫 골을 넣으며 2-1 승리를 이끌었다.

## 국가대표팀 경력
그는 2021년 3월 26일, 에스와티니와의 2021년 아프리카 네이션스컵 예선 경기에서 기니비사우 국가대표팀 데뷔 전을 치렀고, 팀의 두 번째 골을 넣어 3-1 승리를 이끌었다.
2023년 12월, 그는 바시루 칸데가 선정한 2023년 아프리카 네이션스컵에 출전할 25명의 기니비사우 선수 명단에서 선발되었다.